# Río Pomme de Terre (Minnesota)
El río Pomme de Terre (en inglés: 'Pomme de Terre River', que significa literalmente, en francés, «río Patata») discurre por el estado de Minnesota, en los Estados Unidos, es un  afluente del río Minnesota, un subafluente del río Misisipí.

## Toponimia
Su nombre, patata, le fue dado por los cazadores y tramperos franceses y canadienses, que recorrían la región de la Luisiana y la Nueva Francia. Entraron en contacto con los amerindios de las tribus sioux que cultivaban ese tubérculo.

## El curso
La longitud de su curso es de 170 km. El río Pomme de Terre drena una gran región agrícola con una superficie de 2266 km².
El río Pomme de Terre tiene su origen en el condado de Otter Tail. La corriente fluye a través de una región morrénica, en medio de pantanos, a través de muchos lagos en un paisaje de colinas boscosas.
Se une al río Minnesota en el condado de Swift, cerca de Appleton a través de un delta formado por una presa en el lago Marsh.

## Agricultura
Según la «Agencia para el Control de la Contaminación de Minnesota» (Minnesota Pollution Control Agency), el 81% del agua de la cuenca del río Pomme de Terre se utiliza para regar los cultivos de maíz y de soja.